# Kallapur.S.K, Badami
Kallapur.S.K là một làng thuộc tehsil Badami, huyện Bagalkot, bang Karnataka, Ấn Độ.